# Голоскоков, Владимир Алексеевич
Владимир Алексеевич Голоско́ков (1918—1993) — участник Великой Отечественной войны, наводчик орудия самоходной артиллерийской установки СУ-76 1500-го самоходно-артиллерийского полка (2-й гвардейский Тацинский танковый корпус, 11-я гвардейская армия, 3-й Белорусский фронт), гвардии старший сержант. Герой Советского Союза.

## Биография
Родился 28 июля 1918 года в городе Омске в семье рабочего. Русский.
Окончил 7 классов и железнодорожную школу фабрично-заводского ученичества. Работал слесарем в железнодорожных электромеханических мастерских службы связи Омской железной дороги.
В 1939 году был призван на действительную службу в армию Куйбышевским райвоенкоматом Омска. Служил на Дальнем Востоке.
В декабре 1942 года был направлен в действующую армию. В боях Великой Отечественной войны — с июля 1943 года. Первый бой Владимир Голоскоков принял у разъезда Белинихина на Курской дуге в июле 1943 года. Сражался в составе 2-го гвардейского танкового корпуса на Воронежском, Западном и 3-м Белорусском фронте в 1500-м истребительно-противотанковом полку, который в мае 1944 года был переформирован в 1500-й самоходно-артиллерийский полк. Член ВКП(б)/КПСС с 1943 года.
Особо отличился в Белорусской стратегической наступательной операции «Багратион». 27 июня 1944 года, преследуя отступающие войска противника, 1500-й самоходно-артиллерийский полк захватил село Староселье (Шкловский район Могилёвской области Белоруссии), отрезав врагу пути отхода на запад и юг. 28 июня экипаж В. А. Голоскокова участвовал в отражении 9 контратак гитлеровцев. Когда заряжающий и командир СУ-76 были ранены, В. А. Голоскоков вместе с механиком-водителем продолжал вести бой. Был дважды тяжело ранен, но поля боя не покинул и вёл огонь до тех пор, пока у него не были перебиты обе руки. Уничтожил в этом бою свыше 20 автомашин, 3 противотанковых пушки, 3 пулемётных точки и до 150 солдат и офицеров противника.
После боя был эвакуирован в тыл и проходил длительное госпитальное лечение. В январе 1945 года он был демобилизован и вернулся в Омск.
Работал в управлении Омской железной дороги. В 1954 году окончил Омский электротехнический техникум и работал заместителем начальника и начальником электромастерских Омской железной дороги.
Умер 24 марта 1993 года, похоронен на Ново-Южном кладбище Омска.

## Награды
- Указом Президиума Верховного Совета СССР от 24 марта 1945 года за мужество и героизм, проявленные при освобождении Белоруссии, старшему сержанту Голоскокову Владимиру Алексеевичу присвоено звание Героя Советского Союза с вручением ордена Ленина и медали «Золотая Звезда» (№ 7436).
- Награждён орденами Ленина и Отечественной войны 1-й степени, а также медалями, среди которых две медали «За отвагу».
- В 1966 году Голоскокову было присвоено звание почётного гражданина Омска.

## Память
- Именем Героя названа улица в Омске.
- Имя Голоскокова носил пионерский отряд школы с. Загваздино Усть-Ишимского района Омской области.
- Владимир Голоскоков был принят в почетные пионеры Старосельской средней школы[2]